# Listă de filme de animație din 2005
Aceasta este o listă de filme de animație din anul 2005:
| Action Man: X Missions - The Movie                                                                             | Statele Unite ale Americii                                                                                    |                                      |                                                              |              | |  |  |
| Aloha, Scooby-Doo!                                                                                             | Statele Unite ale Americii                                                                                    |                                      |                                                              |              | |  |  |
| Among the Thorns Bland tistlar                                                                                 | Suedia | Uzi Geffenblad & Lotta Geffenblad    |                                                              |              | Winner of the Kecskemét City Award at the 5th Festival of European Animated Feature Films and TV Specials. |  |  |
| Barbie: Fairytopia                                                                                             | Statele Unite ale Americii                                                                                    |                                      |                                                              |              | |  |  |
| Barbie and the Magic of Pegasus 3-D                                                                            | Statele Unite ale Americii                                                                                    |                                      |                                                              |              | |  |  |
| The Batman vs Dracula: The Animated Movie                                                                      | Statele Unite ale Americii                                                                                    |                                      |                                                              |              | |  |  |
| Bionicle 3: Web of Shadows                                                                                     | Statele Unite ale Americii                                                                                    |                                      |                                                              |              | |  |  |
| The Book of the Dead aka Book of a Dead Person (Shisha no sho)                                                 | Japonia |                                      |                                                              |              | |  |  |
| Bratz - Rock Angelz                                                                                            | Statele Unite ale Americii                                                                                    |                                      |                                                              |              | |  |  |
| Candyland: Great Lollipop Adventure                                                                            | Statele Unite ale Americii                                                                                    |                                      |                                                              |              | |  |  |
| Care Bears: Big Wish Movie                                                                                     | Canada |                                      |                                                              |              | |  |  |
| Chicken Little                                                                                                 | Statele Unite ale Americii                                                                                    | Mark Dindal                          | Walt Disney Pictures Walt Disney Animation Studios           | CG animation | |  |  |
| The Christies                                                                                                  | Regatul Unit al Marii Britanii și al Irlandei de Nord                                                         |                                      |                                                              |              | also a series of shorts                                                                                    |  |  |
| Corpse Bride                                                                                                   | Statele Unite ale Americii                                                                                    | Tim Burton Mike Johnson              | Warner Bros. Laika                                           |              | |  |  |
| Crayon Shin-chan: Buri Buri 3 Minutes Charge                                                                   | Japonia |                                      |                                                              |              | |  |  |
| Dinotopia: Quest for the Ruby Sunstone                                                                         | Statele Unite ale Americii                                                                                    |                                      |                                                              |              | |  |  |
| Disaster! | Statele Unite ale Americii                                                                                    |                                      |                                                              |              | |  |  |
| Detective Conan: Strategy Above the Depths                                                                     | Japonia |                                      |                                                              |              | |  |  |
| DragonBlade: The Legend of Lang 龙刀奇缘                                                                       | Hong Kong |                                      |                                                              |              | |  |  |
| Empress Chung                                                                                                  | Coreea de Sud · Coreea de Nord                                                                                |                                      |                                                              |              | |  |  |
| Escape from Cluster Prime                                                                                      | Statele Unite ale Americii                                                                                    |                                      |                                                              |              | |  |  |
| Felix - A Rabbit on a World Tour Felix - Ein Hase auf Weltreise                                                | Germania |                                      |                                                              |              | |  |  |
| Final Fantasy VII Advent Children                                                                              | Japonia |                                      |                                                              |              | |  |  |
| Frank and Wendy                                                                                                | Estonia |                                      |                                                              |              | |  |  |
| Fullmetal Alchemist the Movie: Conqueror of Shamballa                                                          | Japonia |                                      |                                                              |              | |  |  |
| Futari wa Pretty Cure Max Heart: The Movie                                                                     | Japonia |                                      |                                                              |              | |  |  |
| Futari wa Pretty Cure Max Heart: Friends of the Snow-Laden Sky                                                 | Japonia |                                      |                                                              |              | |  |  |
| Gisaku | Spania |                                      |                                                              |              | |  |  |
| Gulliver's Travel                                                                                              | India |                                      |                                                              |              | |  |  |
| Hanuman | India |                                      |                                                              |              | |  |  |
| The Happy Elf                                                                                                  | Statele Unite ale Americii                                                                                    |                                      |                                                              |              | |  |  |
| Heidi | Regatul Unit al Marii Britanii și al Irlandei de Nord · Canada · Germania                                     |                                      |                                                              |              | |  |  |
| Here Comes Peter Cottontail: The Movie                                                                         | Statele Unite ale Americii                                                                                    |                                      |                                                              | CG animation | |  |  |
| Hoodwinked! | Statele Unite ale Americii                                                                                    | Cory Edwards Todd Edwards Tony Leech | The Weinstein Company Blue Yonder Films                      | CG animation | |  |  |
| Imaginum | Mexic |                                      |                                                              |              | |  |  |
| Khayt Al-Hayat خيط الحياة                                                                                      | Siria |                                      |                                                              |              | |  |  |
| Kim Possible: So the Drama                                                                                     | Statele Unite ale Americii                                                                                    |                                      |                                                              |              | |  |  |
| Kirikou and the Wild Beasts Kirikou et les bêtes sauvages                                                      | Franța |                                      |                                                              |              | |  |  |
| Klay World: Off the Table                                                                                      | Statele Unite ale Americii                                                                                    |                                      |                                                              |              | |  |  |
| Kronk's New Groove                                                                                             | Statele Unite ale Americii                                                                                    | Elliot M. Bour Saul Andrew Blinkoff  | Walt Disney Studios Home Entertainment DisneyToon Studios    | Traditional  | |  |  |
| The Legend of Frosty the Snowman                                                                               | Statele Unite ale Americii                                                                                    |                                      |                                                              |              | |  |  |
| Lil' Pimp | Statele Unite ale Americii                                                                                    |                                      |                                                              |              | |  |  |
| Lilo & Stitch 2: Stitch Has a Glitch                                                                           | Statele Unite ale Americii                                                                                    | Tony Leondis Michael LaBash          | Walt Disney Studios Home Entertainment DisneyToon Studios    | Traditional  | |  |  |
| The Little Polar Bear 2 - The Mysterious Island Die Kleine Eisbar 2 - Die geheimnisvolle Insel                 | Germania |                                      |                                                              |              | |  |  |
| Little Soldier Zhang Ga 小兵张嘎                                                                               | Republica Populară Chineză                                                                                    |                                      |                                                              |              | |  |  |
| Madagascar | Statele Unite ale Americii                                                                                    | Eric Darnell Tom McGrath             | Walt Disney Pictures DreamWorks Animation                    | CG animation | |  |  |
| The Magic Roundabout                                                                                           | Regatul Unit al Marii Britanii și al Irlandei de Nord · Franța                                                |                                      |                                                              |              | |  |  |
| Midsummer Dream El Sueño de una noche de San Juan                                                              | Spania · Portugalia                                                                                           |                                      |                                                              |              | |  |  |
| Mobile Suit Zeta Gundam: A New Translation I - Heirs to the Stars                                              | Japonia |                                      |                                                              |              | |  |  |
| Mobile Suit Zeta Gundam: A New Translation II - Lovers                                                         | Japonia |                                      |                                                              |              | |  |  |
| Muttabar Муттабар                                                                                              | Ucraina |                                      |                                                              |              | |  |  |
| Mulan II | Franța · Belgia · Canada · Regatul Unit al Marii Britanii și al Irlandei de Nord · Statele Unite ale Americii | Darrell Rooney Lynne Southerland     | Columbia Picutres Sony Pictures Animation                    | Traditional  | |  |  |
| My Little Pony: A Very Minty Christmas                                                                         | Statele Unite ale Americii                                                                                    |                                      |                                                              |              | |  |  |
| My Scene Goes Hollywood                                                                                        | Statele Unite ale Americii                                                                                    |                                      |                                                              |              | |  |  |
| Naruto the Movie 2: Great Clash! The Illusionary Ruins at the Depths of the Earth                              | Japonia |                                      |                                                              |              | |  |  |
| Negadon: The Monster from Mars 惑星大怪獣ネガドン (Wakusei daikaijû Negadon)                                   | Japonia |                                      |                                                              |              | |  |  |
| On a Stormy Night あらしのよるに (Arashi no Yoru Ni)                                                           | Japonia |                                      |                                                              |              | |  |  |
| One Piece: Baron Omatsuri and the Secret Island                                                                | Japonia |                                      |                                                              |              | |  |  |
| Pettson and Findus: Pettson's Promise Pettson och Findus 3: Tomtemaskinen                                      | Germania · Suedia · Danemarca                                                                                 |                                      |                                                              |              | |  |  |
| Pirates in the Pacific Piratas en el Callao aka. Piratas en el Pacífico                                        | Peru |                                      |                                                              |              | |  |  |
| Pokémon: Lucario and the Mystery of Mew ミュウと波導の勇者 ルカリオ, Myuu to Hadō no Yūsha Rukario             | Japonia |                                      |                                                              | Traditional  | |  |  |
| Pooh's Heffalump Movie                                                                                         | Statele Unite ale Americii                                                                                    | Frank Nissen                         | Walt Disney Pictures DisneyToon Studios                      | Traditional  | |  |  |
| Pooh's Heffalump Halloween Movie                                                                               | Statele Unite ale Americii                                                                                    | Elliot M. Bour Saul Andrew Blinkoff  | Walt Disney Studios Home Entertainment DisneyToon Studios    | Traditional  | |  |  |
| The Proud Family Movie                                                                                         | Statele Unite ale Americii                                                                                    |                                      |                                                              |              | |  |  |
| Renart the Fox Le Roman le Renart                                                                              | Luxemburg |                                      |                                                              |              | |  |  |
| Rest On Your Shoulder                                                                                          | Republica Populară Chineză                                                                                    |                                      |                                                              |              | [ 2 ] |  |  |
| Robots | Statele Unite ale Americii                                                                                    | Chris Wedge Carlos Saldanha          | 20th Century Fox Blue Sky Studios                            | CG animation | |  |  |
| Scooby Doo in Where's My Mummy?                                                                                | Statele Unite ale Americii                                                                                    |                                      |                                                              |              | |  |  |
| Stewie Griffin: The Untold Story                                                                               | Statele Unite ale Americii                                                                                    |                                      |                                                              |              | |  |  |
| Street Fighter Alpha: Generations                                                                              | Japonia |                                      |                                                              |              | |  |  |
| Stuart Little 3: Call of the Wild                                                                              | Statele Unite ale Americii                                                                                    |                                      |                                                              |              | |  |  |
| Tarzan II | Statele Unite ale Americii                                                                                    | Brian Smith                          | Walt Disney Studios Home Entertainment DisneyToon Studios    | Traditional  | |  |  |
| Tennis no Ōjisama – Futari no Samurai                                                                          | Japonia |                                      |                                                              |              | |  |  |
| The Three Musketeers Trīs musketieri                                                                           | Danemarca · Letonia                                                                                           |                                      |                                                              |              | |  |  |
| Thru the Moebius Strip                                                                                         | Republica Populară Chineză · Statele Unite ale Americii                                                       |                                      |                                                              |              | |  |  |
| Tom and Jerry: Blast Off to Mars                                                                               | Statele Unite ale Americii                                                                                    |                                      |                                                              |              | |  |  |
| Tom and Jerry: The Fast and the Furry                                                                          | Statele Unite ale Americii                                                                                    |                                      |                                                              |              | |  |  |
| Tugger: The Jeep 4x4 Who Wanted to Fly                                                                         | Statele Unite ale Americii                                                                                    |                                      |                                                              |              | |  |  |
| Valiant | Regatul Unit al Marii Britanii și al Irlandei de Nord · Statele Unite ale Americii                            | Gary Chapman                         | Walt Disney Pictures Vanguard Animation                      | CG animation | |  |  |
| Wallace & Gromit: The Curse of the Were-Rabbit                                                                 | Belgia · Regatul Unit al Marii Britanii și al Irlandei de Nord · Canada · Franța · Japonia                    | Nick Park Steve Box                  | Walt Disney Pictures DreamWorks Animation Aardman Animations | Stop motion  | |  |  |
| xxxHolic: A Midsummer Night's Dream 劇場版 xxxHOLiC 真夏ノ夜ノ夢 (Gekijōban Horikku - Manatsu no Yoru no Yume) | Japonia |                                      |                                                              |              | |  |  |